# Ebbas hus

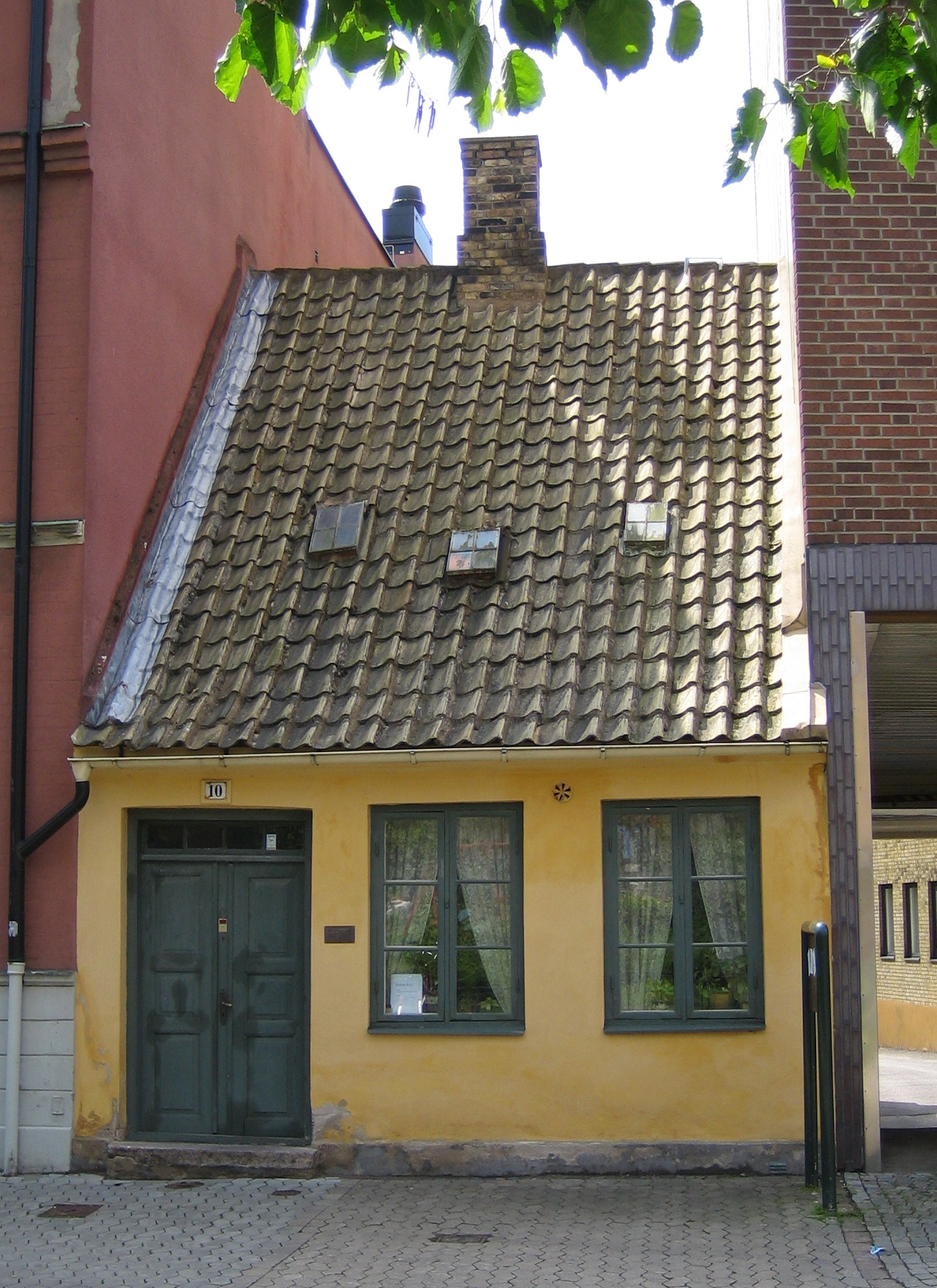
Ebbas hus

Ebbas hus är ett litet museum på Snapperupsgatan 10 i centrala Malmö. Byggnaden tillhör Malmö museer. 
Huset genomgår en översyn och är för tillfället stängt.
Ebbas hus är ett gatuhus med anor från 1700-talet är typiskt exempel på hur vanligt folk bodde i Malmö förr i tiden. Hela inredningen från 1910-talet är bevarad, med vedspis och utedass.

## Historia
Snörmakerskan Ebba Olsson bodde i huset större delen av sitt liv. Hennes farfar, stadsmätare Jöns Olsson köpte huset 1873. Hennes far Olof, som också var stadsmätare, tog över huset 1911. Familjen bestod av Olof och Anna Olsson och deras barn Ebba och Thure. Familjen hade också två husdjur, en kanariefågel och en hund som hette Jutta.
Ebba Olsson flyttade hemifrån när hon var femton år för att utbilda sig till hattmodist, men flyttade tillbaka till sitt barndomshem när hennes far blev sjuk. Hon bodde sedan hemma och tog hand om sin far fram till hans död. Ebba Olsson och hennes mor arbetade hemifrån som snörmakare. Efter moderns död 1961 bodde hon ensam kvar i huset.
Bebyggelsen runt omkring förändrades och mycket revs under 1960-talet, men Ebba Olsson vägrade att sälja. Hon bodde kvar i samma hus, med utedass på gården och kallvatten. När hon flyttade till en modern lägenhet 1984 donerade hon och hennes svägerska huset till Malmö Museer. De ville att huset skulle användas i pedagogiskt syfte för att visa barn hur man levde förr i tiden. När Ebba Olsson dog 1989 köpte museet möblerna och placerade dem där de tidigare stått. 1991 öppnades Ebbas hus för besökare.